# Lambada
Lambada ist ein Paartanz, der aus Brasilien stammt. Es handelt sich um eine Kombination der Tänze Merengue und Carimbó.

## Geschichte
Bekannt wurde der Tanz vor allem durch den gleichnamigen Hit „Lambada“ der Band Kaoma, der im Juni 1989 in Paris veröffentlicht wurde und sich dann in ganz Europa verbreitete. Der Song war ein portugiesischsprachiges Plagiat eines Liedes der bolivianischen Gruppe Los Kjarkas mit dem Titel Llorando se fue aus dem Jahre 1981, doch erlebte der neue Tanz nach dem Hit von Kaoma ein Eigenleben. Das parallel veröffentlichte Musik-Video wurde am Cocos-Strand in Trancoso (Bahia) gedreht, wo der Tanz zuerst populär wurde. Dies löste einen kurz andauernden Boom in den Tanzschulen aus, der aber ebenso schnell wieder abflachte, wie er gekommen war. Darauf folgte der Film „Lambada - der verbotene Tanz“, der im Jahr 1990 gedreht wurde. Die weibliche Hauptrolle spielte Laura Harring. Nebenbei wurde durch den Tanz beziehungsweise die Auftritte Kaomas der Stringtanga in Europa gesellschaftsfähig gemacht.
Kaoma wurde in Brasilien abgelöst vom „Rei da Lambada“ Beto Barbosa, welcher in den 80er Jahren durch Hits wie „Adocica“, „Preta“, „Paramaribo“, „Diz prá mim“ populär wurde.
Nach 1994, als der Lambada-Boom bereits wieder abgeflacht war, tanzten die Brasilianer nun mehrheitlich zu Zouk. Der Tanzstil veränderte sich, so dass die Tänzer ihren Tanzstil nicht mehr nur Lambada nannten, sondern auch Lambada/Zouk, Lambazouk oder Zouk Brazilian Style.
Dieser Tanz besteht aus weichen, fließenden Bewegungen mit vielen Körperrollen (auch Barrels, Waves etc.), Kopfrollen (bamboleo) und Cambrés für die Frau. Die Tanzschritte basieren auf dem „slow quick quick“ der Musik.
Heutzutage haben sich bereits verschiedene Stile innerhalb des Lambada/Zouk entwickelt, wobei man sich bei der Namensgebung immer noch streitet. Es heben sich dabei zwei Stile hervor: Derjenige aus Rio de Janeiro und der aus Porto Seguro.
Der Tanzstil von Rio de Janeiro zeichnet sich durch tiefe Cambrés und Tables aus. Im Stil von Porto Seguro erfolgen die schnellen Chicotes (der Kopf der Frau wird nach hinten geworfen; so sieht es zumindest für den Zuschauer aus) und Bonecas (der Kopf der Frau bewegt sich in einer dreidimensionalen Acht).
Bei all diesen Bewegungen gilt zu beachten, dass der Brustkorb das tragende Element des Kopfes ist. Dieser Tanz ist nicht stationär, sondern dynamisch, was der Umsetzung verschiedener Musikstile zugutekommt.
Heute wird Lambada/Zouk getanzt in: Brasilien, Argentinien, den USA (in Utah allerdings verboten), dem Vereinigten Königreich, den Niederlanden, Spanien, Portugal, Schweiz, Deutschland, Japan und Australien.
Mittlerweile wird die gängige Melodie wie viele andere auch oft bei Gesängen in Fußballstadien genutzt. Heute wird im brasilianischen Bundesstaat Bahia oft der lambadaähnliche Rhythmus Arrocha gespielt.

## Technik
Die Technik und der Taktbezug des Tanzes zur Musik sind einfach in der Beschreibung, jedoch für einen Tänzer, der sich nicht schon mit der Technik anderer lateinamerikanischer Tänze auseinandergesetzt hat (Körperisolation in drei „Blöcke“; verschiedene Typen Hüftbewegungen) schwierig auszuführen: Ein seitlicher Hüftschwung ohne Rotationsanteil (in der Tanzflächen-Ebene), aber mit Körperheben und -senken auf jeden Taktschlag mit zusätzlichem Fußheben auf jede dritte Gewichtsverlagerung auf den Rhythmus Quick-Quick-Slow; auf den Slow erfolgt eine reaktive Außenrotation (mit Streckung) des Spielbeins. Es handelt sich also um eine Steigerung (das zusätzliche Fußheben) der Merengue-Grundtechnik: Die Hüftbewegung geht dem Schritt voraus, folgt ihm nicht (wie in anderen lateinamerikanischen Tänzen). Takt ist der übliche 4/4-Takt, schnell, bis zu 50 TPM.
Die Bewegungen der Hüfte müssen vollständig isoliert erfolgen und dürfen sich in der Schulter (oberer Block) nicht zeigen. Im Gegensatz jedoch zu Merengue liegt der Punkt, um den die Hüfte geschwungen wird, höher, im Bereich des mittleren Blocks. Die Hüftbewegung wird also abgeschwächt auch noch im mittleren Block (durch die Verzögerung etwa in Form eines S) sichtbar. Es gibt keine Unterscheidung zwischen Schrittvorbereitung und Gewichtstransfer; die Schritte werden unter das sich durch die Hüftbewegung nur leicht bewegende Schwerpunktzentrum gewissermaßen fallen gelassen.
Der Tanz ist daher stationär, mit leichter gemeinsamer Rotation des Paares; die Tanzhaltung ist eng, Kontakt soll über den ganzen Oberkörper gehalten werden, die Beine sind ineinander versetzt und verschränkt. Durch diese enge Haltung fasst der Herr die Dame tief (Hüfte). Figuren sind häufig beidhändig über dem Kopf geführte Drehungen der Dame.
Eine typische Figur in der Tanzhaltung ist eine halbkreisförmige Rotation des Oberkörpers der Dame ab der Hüfte vom Herrn weg und von diesem in tiefer Kniestellung und zurückgeneigtem Oberkörper gegenbalanciert; möglichst so tief ausgeführt, dass der Oberkörper der Dame in der Mitte der Bewegung in die Waagrechte gelangt.

## Lambada in der Rechtsprechung
1990 entschied das Arbeitsgericht in Bocholt, dass ein Arbeitgeber eine Beschäftigte nicht in die Nähe der Prostitution rücken dürfe, wenn diese bei einem Betriebsfest Lambada getanzt habe. Der Tanz sei nicht unsittlich und „vielfach bereits im Nachmittagsprogramm des öffentlich-rechtlichen Fernsehens – zu unterscheiden von den privatrechtlichen Medien – gezeigt“ worden. Der Speditionsunternehmer aus Gronau wurde dazu verurteilt, der Frau Lohnersatz und Schmerzensgeld zu zahlen.